# Mariya Ise
Mariya Ise (伊瀬 茉莉也, Ise Mariya, Kanagawa, 25 de setembro de 1988) é uma dubladora japonesa, afiliada da Across Entertainment.

## Trabalhos

### Anime
2004
- Aishiteruze Baby (amiga de Ayumi, episódio 22)

2005
- Onegai My Melody (Yuka Kano)
- Sugar Sugar Rune (Nanako Walsh)
- Mushishi (Renzu Ioroi, episódio 1)

2006
- Air Gear (Ringo Noyamano)
- Onegai My Melody ~Kuru Kuru Shuffle~ (Yuka Kano)
- School Rumble (Satsuki Tawaraya)
- Lupin III: Seven Days Rhapsody (Michelle)
- Pretty Cure Splash Star (Mari Yamaguchi)

2007
- Eyeshield 21 (Riku)
- Onegai My Melody Sukkiri♪ (Yuka Kano)
- Tōka Gettan (Tōka Kamiazuma)
- Yes! Pretty Cure 5 (Urara Kasugano/Cure Lemonade)

2008
- Detroit Metal City (Crowther)
- Gunslinger Girl -il Teatrino- (Beatrice)
- Hell Girl (Sora Egami)
- Magician's Academy (Tanarotte)
- Penguin Musume Heart (Kujira Eturofu)
- Porphy no Nagai Tabi (Alicia)
- Yes! Pretty Cure 5 GoGo! (Urara Kasugano/Cure Lemonade)

2009
- Chrome Shelled Regios (Barmelin Swattis Nolne)
- Fairy Tail (Levy McGarden, Romeo Conbolt)
- GA Geijutsuka Art Design Class (Yoshikawa)
- Hatsukoi Limited (Ayumi Arihara)
- Jewelpet (Ririka Himeno)
- NEEDLESS (Aruka)
- Sora no Manimani (Sakurakawa)
- Yumeiro Patissiere (Lemon Yamagishi)
- Zettai Meikyuu Grimm (Henrietta Grimm)

2010
- Durarara!! (Mika Harima)
- Hanamaru Kindergarten (Hinagiku)
- Ladies versus Butlers! (Kaede Tenjōji)
- Kaichō wa Maid-sama! (Erika)
- Model Suit Gunpla Builders Beginning G (Rina Noyama)
- Ōkami Kakushi (Nemuru Kushinada)
- Fairy Tail (Levy McGarden, Romeo Conbolt)
- Ore no Imōto ga Konna ni Kawaii Wake ga Nai (Sena Akagi)
- Panty & Stocking with Garterbelt (Stocking)
- The Legend of the Legendary Heroes (Kuu Orla)
- Toaru Majutsu no Index II (Lucia)
- Yumeiro Patissiere (Lemon Yamagishi)

2011
- Aria the Scarlet Ammo (Riko Mine)
- Yumekui Merry (Saki Kirishima)
- Kimi ni Todoke (Musubi Tomizawa, episódio 10)
- Tiger & Bunny (Pao-Lin Huang)
- Mayo Chiki! (Masamune Usami)
- Gundam Unicorn (Loni Garvey)
- Ro-Kyu-Bu! (Miyu Aida)
- Fairy Tail (Levy McGarden, Romeo Conbolt)
- Sengoku Otome ~Momoiro Paradox~ (Uesugi Kenshin)
- Hunter × Hunter (Killua Zoldyck)
- Ben-To (Sen Yarizui)
- Maken-ki! (Syria Ōtsuka)
- Tamagotchi! (Kizunatchi)

2012
- Hyōka (Misaki Sawakiguchi)
- Bodacious Space Pirates (Natalia Grennorth)
- Zetman (Hanako Tanaka)
- Inazuma Eleven GO Chrono Stone (Beta)
- Hunter × Hunter (Killua Zoldyck)
- Fairy Tail (Levy McGarden, Romeo Conbolt)
- Tales of Xillia 2 (Elle Mel Mata)
- Ebiten: Kōritsu Ebisugawa Kōkō Tenmonbu (Itsuki Noya)
- Medaka Box Abnormal (Unzen Myouga)
- Evangelion: 3.0 You Can (Not) Redo (Midori Kitakami)

2013
- Aku no Hana (Sawa Nakamura)
- Boku wa Tomodachi ga Sukunai NEXT (Yusa Aoi)
- Photo Kano (Kanon Maeda)
- Fairy Tail (Levy McGarden, Romeo Conbolt)
- Hunter × Hunter (Killua Zoldyck)
- My Little Pony: Friendship is Magic (Scootaloo)
- Pocket Monsters XY (Bonnie)[1]

2014
- Hunter × Hunter (Killua Zoldyck)
- Fairy Tail (Levy McGarden, Romeo Conbolt)
- Nanatsu no Taizai (Guila)

2017
- Masamune-kun no Revenge (Kaneko Sonoka)
- Made in Abyss (Regu)

2018
- Nanatsu no Taizai: Imashime no Fukkatsu (Guila)

2019
The Promised Neverland (Ray)

### CD drama
- Uwasa no Midori-kun!! (Midori Yamate)
- Tonari no Kaibutsu-kun (Mizutani Shizuku)

Jogos
- J-Stars Victory VS (Killua Zoldyck)